# 沉默 (1971年電影)
《沉默》（日语：沈黙）是1971年的日本電影，由篠田正浩導演，根據遠藤周作的同名小說改編而成。故事前提涉及耶穌會傳教士進入十七世紀的日本。電影中大部份對話是日語，然而有部分是英語的。本片入圍第25屆坎城影展正式競賽單元。

## 演員
- David Lampson 飾演 Sebastian Rodrigo
- Don Kenny 飾演 Francisco Garrpe
- 丹波哲郎 飾演 克里斯多夫·費雷拉
- 岩下志麻 飾演 Kiku
- 加藤嘉（英语：Yoshi Katō） 飾演 Old Man
- 岩松信 飾演 Kichijiro
- 岡田英次（英语：Eiji Okada） 飾演 Inoue
- 松橋登 飾演 Mokichi
- 島田順司 飾演 Karirô Yakunin
- 户浦六宏 飾演 Samurai scholar和interpreter
- 瀧田裕介 飾演 Ichizo

## 外部連結
- 互联网电影数据库（IMDb）上《Silence》的资料（英文）
- 豆瓣电影上《沉默》的資料 （简体中文）